# 岬山头遗址
岬山头遗址，位于中国吉林省安口镇半截甸子村，为一个省级文物保护单位，类型为古遗址，公布时间为2007年5月31日。该文物保护单位由柳河县文管所管理。
岬山头遗址的历史年代为原始时代。